# 40. Międzynarodowy Festiwal Filmowy w Wenecji
40. Międzynarodowy Festiwal Filmowy w Wenecji – odbył się w dniach 31 sierpnia – 11 września 1983.
Jury pod przewodnictwem włoskiego reżysera Bernardo Bertolucciego przyznało nagrodę główną festiwalu, Złotego Lwa, francuskiemu filmowi Imię: Carmen w reżyserii Jean-Luka Godarda. Drugą nagrodę w konkursie głównym, Nagrodę Specjalną Jury, przyznano francuskiemu filmowi Biquefarre w reżyserii Georges’a Rouquiera.
Honorowego Złotego Lwa za całokształt twórczości otrzymał włoski reżyser Michelangelo Antonioni.

## Członkowie jury

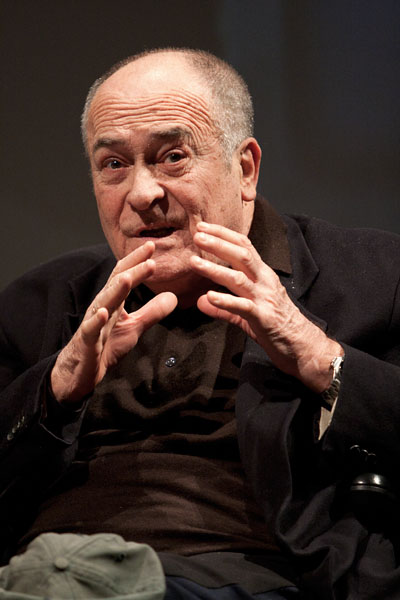
Przewodniczący jury konkursu głównego Bernardo Bertolucci

### Konkurs główny
- Bernardo Bertolucci, włoski reżyser − przewodniczący jury[5]
- Jack Clayton, brytyjski reżyser
- Peter Handke, austriacki pisarz
- Leon Hirszman, brazylijski reżyser
- Márta Mészáros, węgierska reżyserka
- Nagisa Ōshima, japoński reżyser
- Gleb Panfiłow, rosyjski reżyser
- Bob Rafelson, amerykański reżyser
- Ousmane Sembène, senegalski reżyser
- Mrinal Sen, indyjski reżyser
- Alain Tanner, szwajcarski reżyser
- Agnès Varda, francuska reżyserka